# Cellosonate Nr. 5 (Beethoven)

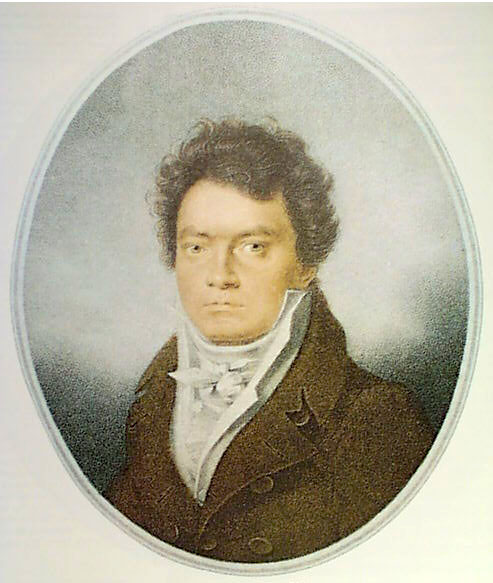
Beethoven-Porträt von Louis Letronne aus dem Jahr 1814.

Die Cellosonate Nr. 5 D-Dur op. 102,2 ist eine Sonate für Cello und Klavier von Ludwig van Beethoven.

## Entstehung
Beethoven schrieb die Cellosonaten op. 102 für seine langjährige Gönnerin, die Gräfin Anna-Maria Erdődy, und Joseph Linke, den Cellisten des Schuppanzigh-Quartetts, mit dem Beethoven vor allem durch die Aufführung seiner Streichquartette eng verbunden war. Die beiden Cellosonaten op. 102 entstanden im Sommer 1815 und wurden von Linke zusammen mit dem Beethoven-Schüler Carl Czerny uraufgeführt.

## Zur Musik
Die Sonate op. 102,2 ist ähnlich strukturiert wie Beethovens Klaviertrio D-Dur, op. 70,1, das so genannte „Geistertrio“: Einem Satz mit einem eigenwilligen, aus leeren Oktaven bestehenden Hauptthema folgt ein ruhiger Mittelsatz, während die Sonate mit einem nachdenklichen Finale in d-moll abgeschlossen wird.
Die Sonaten op. 102 zählen zu Beethovens Spätwerk.

### 1. Satz: Allegro con brio
Der Einleitungssatz der Sonate ist, ebenso wie deren Finale, polyphon geprägt. Beethoven variiert hier die Sonatensatzform, indem die traditionell in der Durchführung angesiedelte Themenverarbeitung erst in der Reprise einsetzt.

### 2. Satz: Adagio con molto sentimento d’affetto, attacca
Der schmerzliche Ausdruck des Mittelsatzes setzt im aus vier Verszeilen bestehenden Choral des Satzbeginns ein und setzt sich zunehmend im lyrischen Mittelteil in D-Dur bis hin zur Reprise und Coda fort. Die Melodie der Coda hat ihre Wurzeln im Mittelteil und weist auf das Fugenthema des Finales voraus und dient als Überleitung.

### 3. Satz: Allegro – Allegro fugato
Eine vom Cello vorgetragene und vom Klavier aufgegriffene Skala markiert den Beginn des dritten Satzes und ähnelt damit dem Beginn des Finales von Beethovens 1. Sinfonie in C-Dur op. 21. Die Finalfuge der Sonate op. 102,2 weist in ihrer Gestaltung auf die im Jahr 1818 fertiggestellte Klaviersonate Nr. 29 B-Dur op. 106 („Hammerklaviersonate“) voraus. Doch bereits die Durchführung verlässt u. a. durch vorzeitigen Themenabbruch und weitere Einsätze in der Engführung, was Carl Dahlhaus als »den bloßen Schein einer Engführung« bezeichnete, das übliche Fugenschema. Weitere Abweichungen vom Fugenschema wie zum Beispiel die Umkehrung im Pianissimo oder der zweite Kontrapunkt richten sich gegen die »Unerbittlichkeit der fugierten Abhandlung«.
Als Gesamturteil über die Fuge schrieb Carl Dahlhaus im Jahr 1978:

„Die Fuge ist […] weniger Darstellung eines fest umrissenen Themas in wechselnden kontrapunktischen Konfigurationen als vielmehr Entwicklung einer Substanz, die sich in dem thematischen Prozeß, zu dem die Fugenform umgeprägt wurde, überhaupt erst aktualisiert.“

## Wirkung
Beide Cellosonaten op. 102 sind der Gräfin Anna-Maria Erdődy gewidmet. Der Erstdruck der Sonaten wurde im Jahr 1817 vom Bonner Simrock-Verlag veröffentlicht.
Der kontrapunktische Charakter beider Sonaten sorgte für Verwirrung. So schrieb im Jahr 1824 Adolf Bernhard Marx in der „Allgemeinen Musikalischen Zeitung“ über das Finale der Sonate op. 102,2: »Es folgt nun eine 6 Seiten lang künstlich gearbeitete Fuge, der Rec. wenigstens Originalität zugesteht«.